# Terdeghem
Terdeghem (westflämisch: Terdegem, Aussprache [tɛʁdəɡɛm]) ist eine französische Gemeinde mit 518 Einwohnern (Stand: 1. Januar 2022) im Département Nord in der Region Hauts-de-France. Sie gehört zum Arrondissement Dunkerque und ist Mitglied im Gemeindeverband Cœur de Flandre Agglo. Die Bewohner werden Terdeghemois und Terdeghemoises genannt.

## Geografie

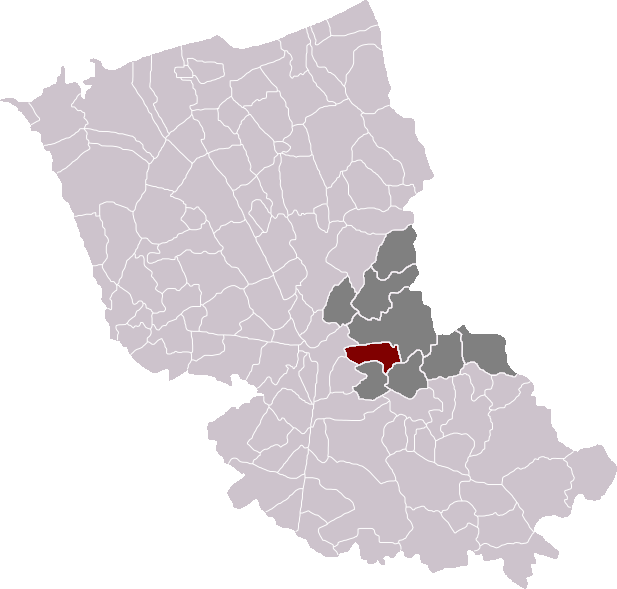
Lage von Terdeghem im Arrondissement Dunkerque

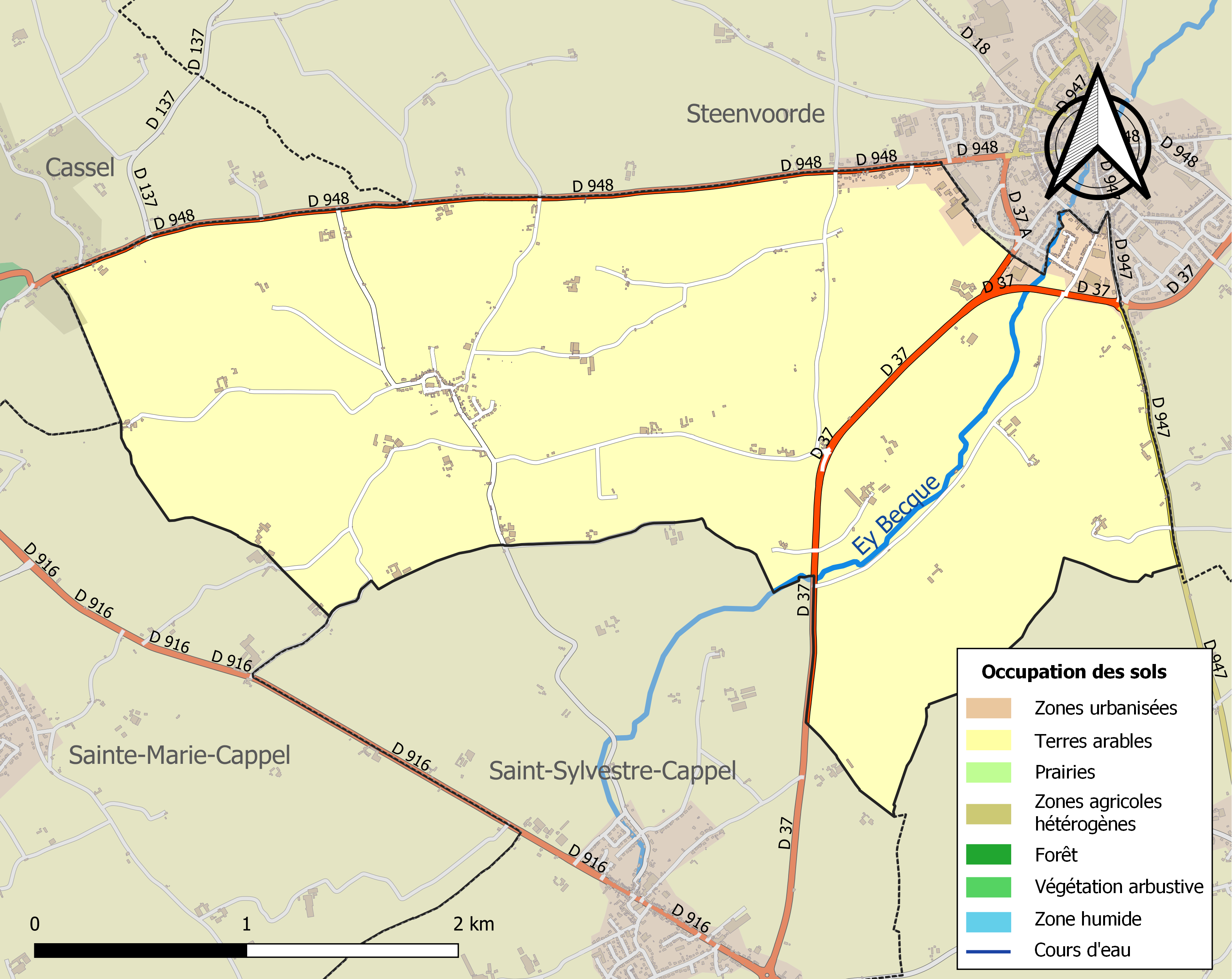
Bodennutzung, Hydrografie und Infrastruktur der Gemeinde (2018)

Terdeghem liegt in Französisch-Flandern, etwa 29 Kilometer südsüdöstlich von Dünkirchen und etwa 42 Kilometer nordwestlich von Lille in der Région naturelle Houtland im Nordwesten der Hügelkette Monts de Flandre. Im Nordosten geht die Besiedelung der Gemeinde nahtlos in die der Nachbargemeinde Steenvoorde über.
Die Gemeinde wird von der Moe Becque, dem Flüsschen Terdeghem, der Ey Becque, den zeitweise trockenfallenden Flüsschen Steenmeulen und Wagen Brugge sowie verschiedenen kleineren Bächen entwässert. Das Zentrum liegt auf einer Höhe von etwa 30 m. Die Höhe des Geländes fällt nach Nordosten hin auf unter 20 m ab, steigt im Nordwesten auf bis 80 m an.
Ein Teil des nordwestlichen Gemeindegebiets gehört zur ZNIEFF-Naturzone „Mont des Récollets et Mont Cassel“ (310013757).
Rund 98 % der Fläche der Gemeinde werden landwirtschaftlich genutzt, etwa 2 % entfallen auf bebaute Flächen (Stand: 2018).
Terdeghem grenzt im Norden und Osten an Steenvoorde, im Südosten an Eecke, im Süden an Saint-Sylvestre-Cappel, im Südwesten an Sainte-Marie-Cappel und im Nordwesten an Cassel.

## Etymologie
Der Name der Gemeinde leitet sich aus den germanischen Terdinga haim „Siedlung der Leute des Terdo“ ab. Frühere Ortsnamen waren Terdengim (1002), Tertingehem (1038), Terdingehem (vermutlich 1115), Terdengem (1167), Terdighem (1187) und Therdeghem (1798). 1801 trug die Ortschaft schon ihren heutigen Namen.

### Bevölkerungsentwicklung
| Jahr                       | 1962 | 1968 | 1975 | 1982 | 1990 | 1999 | 2006 | 2013 | 2020 |
| Einwohner                  | 399  | 402  | 393  | 455  | 503  | 540  | 524  | 582  | 517  |
| Quellen: Cassini und INSEE |      |      |      |      |      |      |      |      |      |

## Sehenswürdigkeiten
- Die Kirche Saint-Martin aus dem 18., 19. und 20. Jahrhundert birgt zahlreiche Ausstattungsgegenstände, die in der Base Palissy gelistet sind, darunter eine große Anzahl, die als Monument historique der beweglichen Objekte klassifiziert sind, darunter ein denkmalgeschütztes Taufbecken und eine Kommunionbank
- Kapellen aus dem 18., 19. und 20. Jahrhundert
- Ehemalige Windmühle „Steenmeulen“, errichtet 1864, seit 1977 als Monument historique eingeschrieben
- Ehemalige Windmühle „Moulin de la Roome“
- Ehemalige Windmühle „Drievenmeulen“
- Ehemalige Windmühle „Noordmeulen“

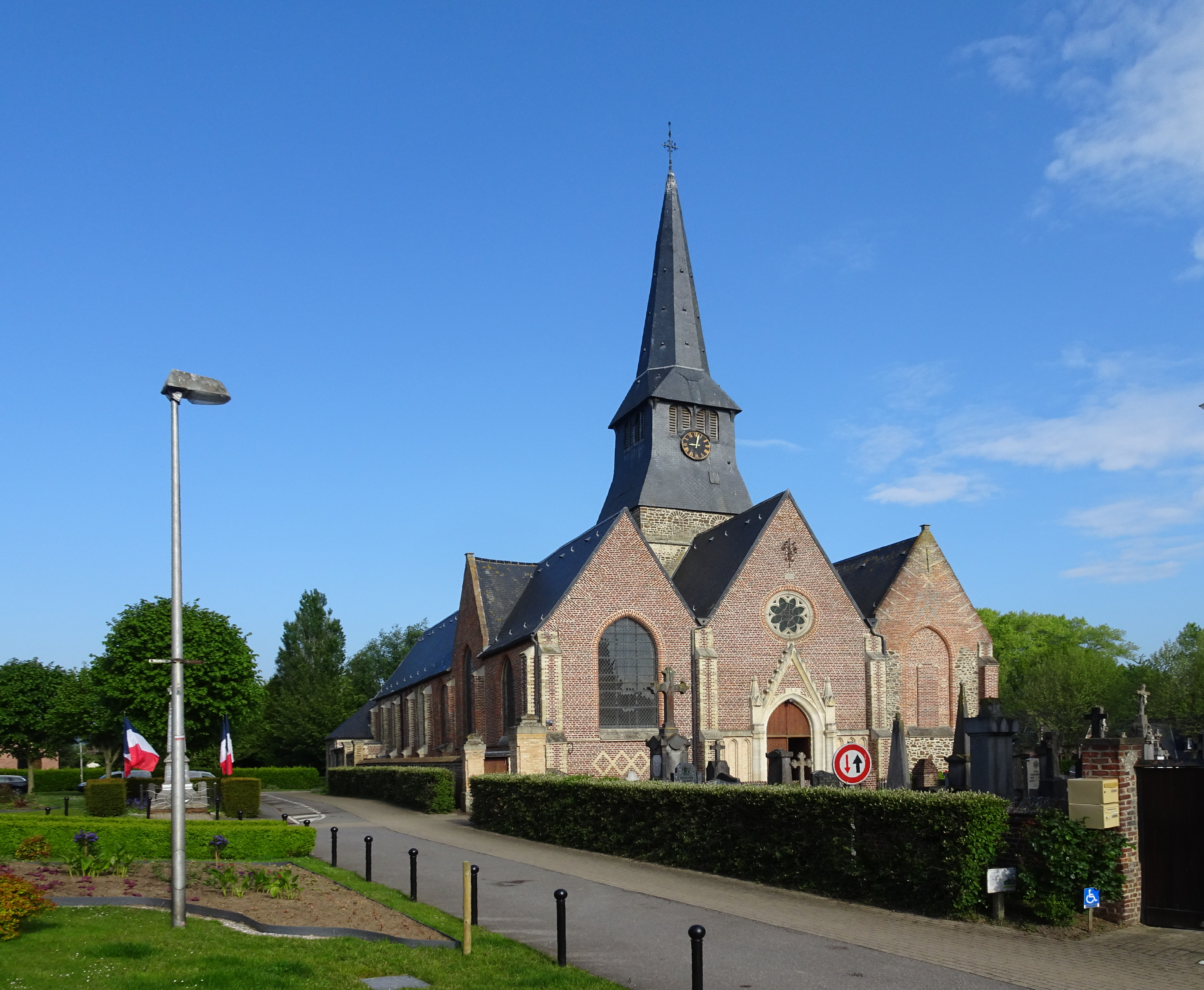
Kirche Saint-Martin
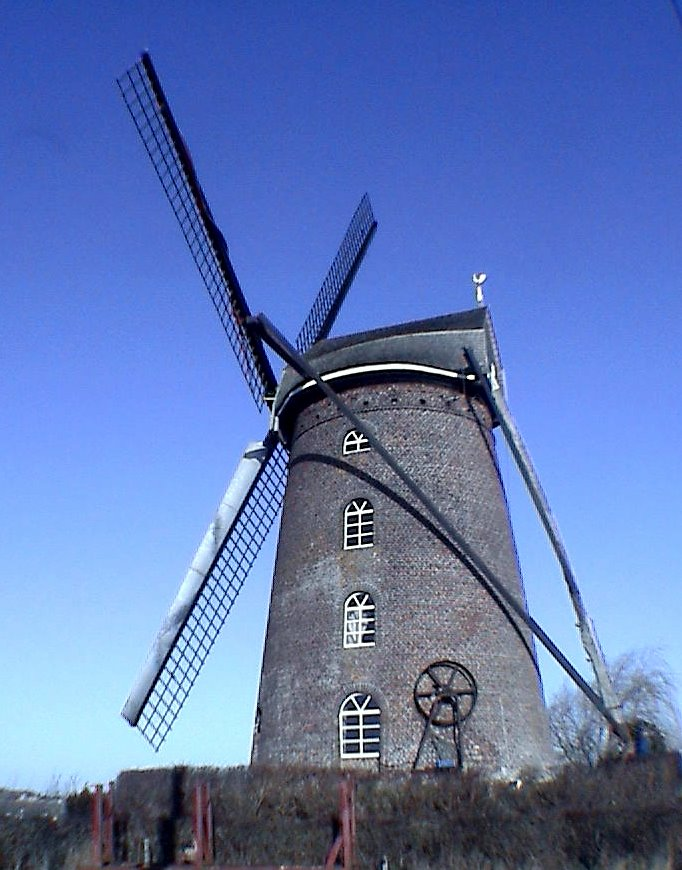
Windmühle „Steenmeulen“
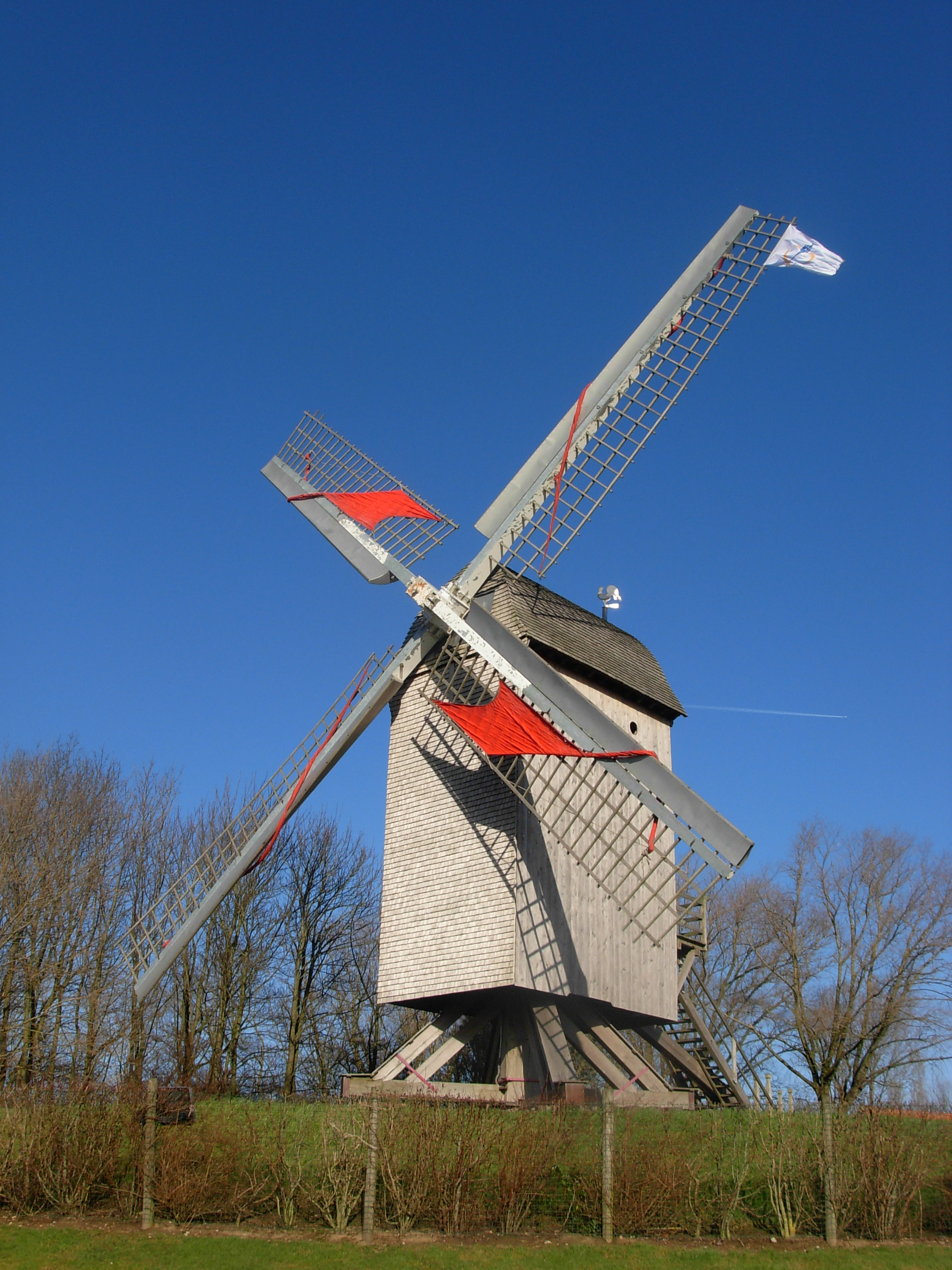
Video der Moulin de la Roome
- Windmühle „Moulin de la Roome“
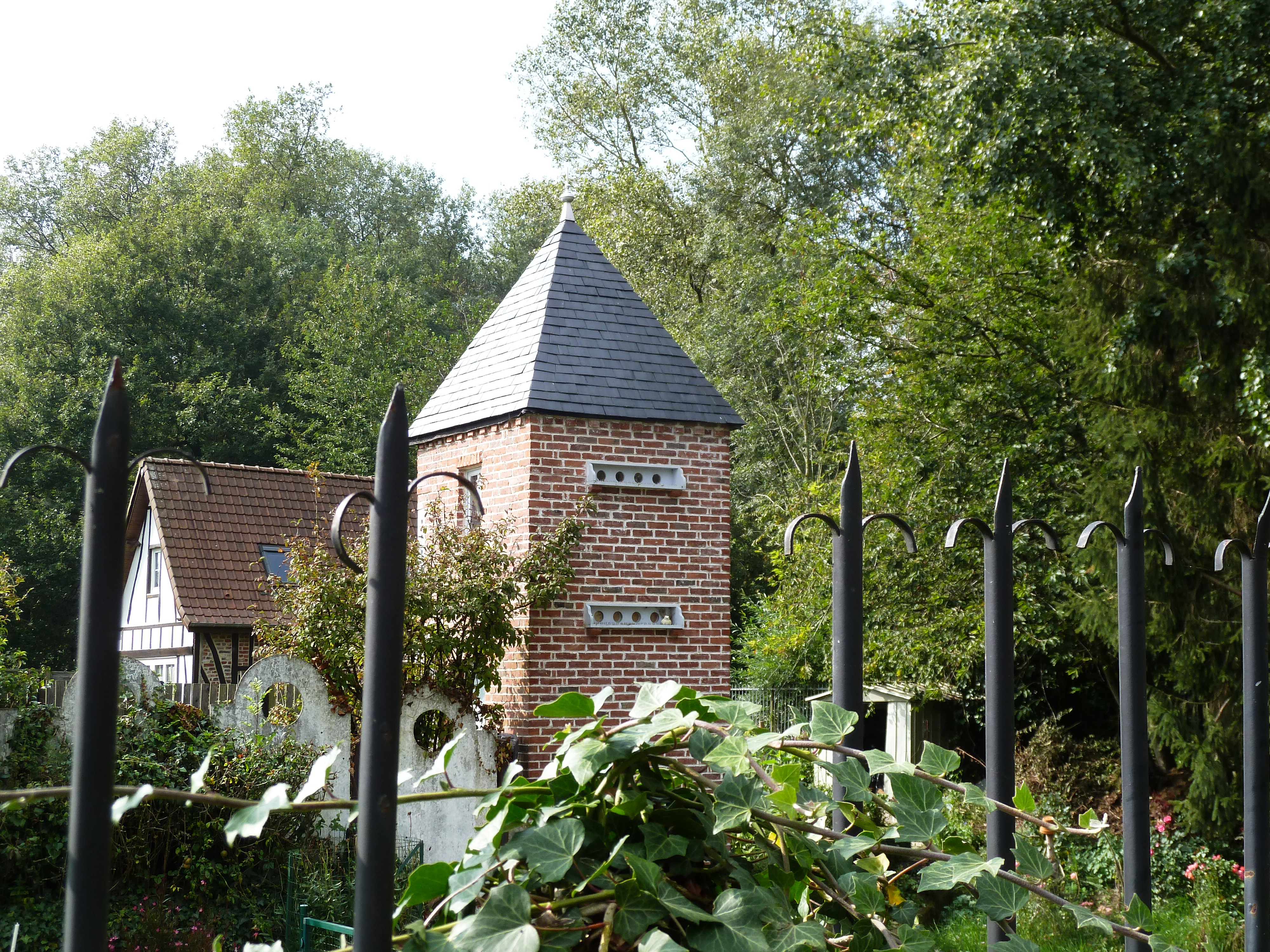
Taubenturm
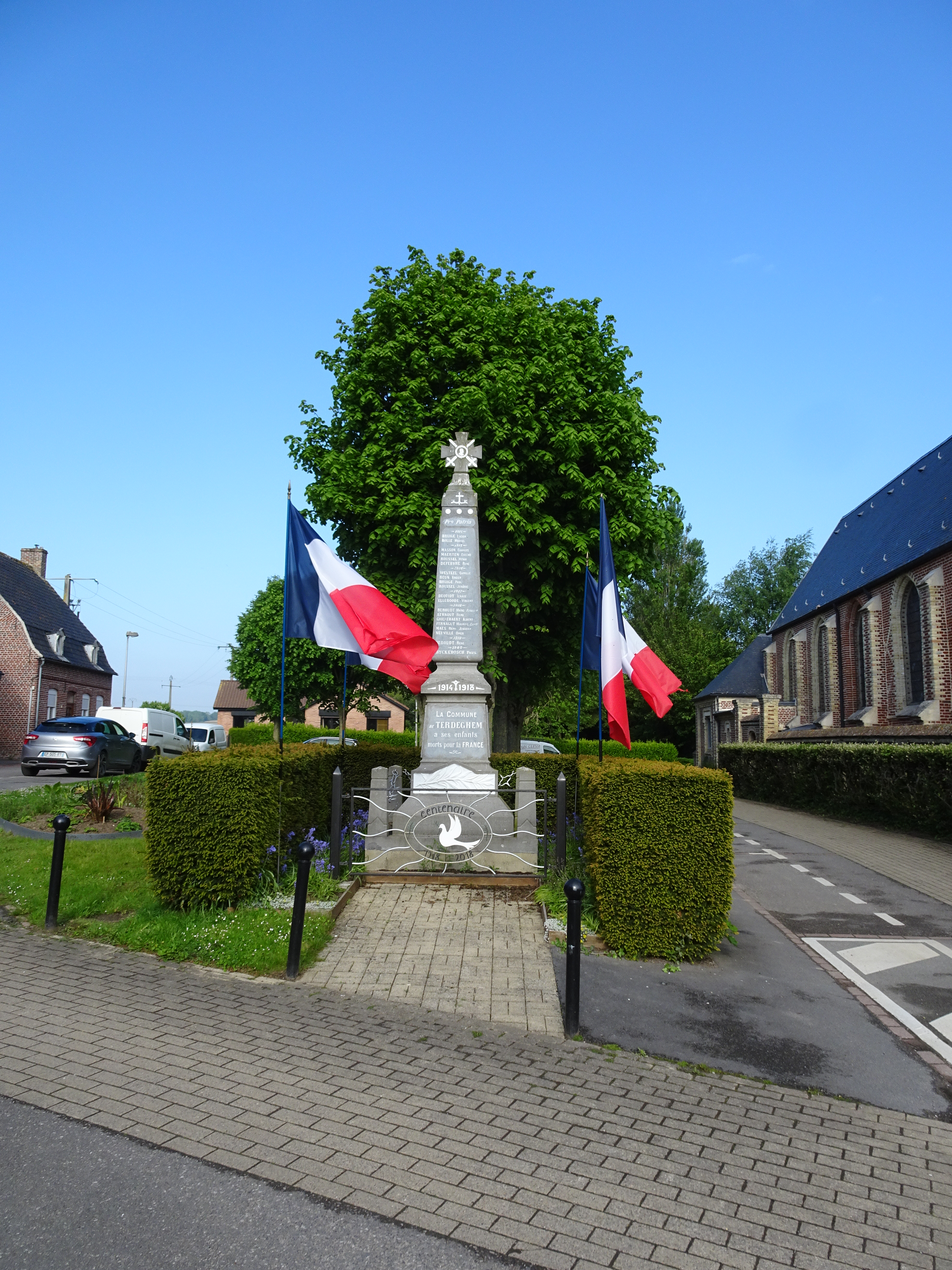
Gefallenendenkmal

## Verkehr
Die Departementsstraße D 948, die ehemalige Route nationale 348, von Cassel nach Poperinge in Belgien wird entlang der nördlichen Gemeindegrenze geführt, Die Departementsstraße D 947, die ehemalige Route nationale 347 von Lens nach Bray-Dunes, an der östlichen Gemeindegrenze. Die Departementsstraße D 37 durchquert das östliche Gemeindegebiet und verbindet es mit Steenvoorde im Nordosten und mit Saint-Sylvestre-Cappel im Südosten. Lokale Landstraßen verbinden das Zentrum mit den Weilern der Gemeinde, den vorgenannten Verkehrsachsen und anderen Nachbargemeinden. 

## Persönlichkeiten
- Paul Leon Cornelius Montaigne (1883–1962), Geistlicher